# Alfred Hasselberg
Alfred Hasselberg (* 30. August 1908 in Essen; † 3. April 1950 in Frankreich) war ein deutscher Jurist im Rang eines Regierungsrates, SS-Sturmbannführer und Gestapomitarbeiter.

## Leben
Hasselberg studierte nach dem Ende seiner Schulzeit Rechtswissenschaften und promovierte zum Dr. jur. an der Universität Erlangen. Seine Dissertation Zur Frage der Verjährung im kommenden Strafrecht: Kann das Institut der Verjährung der Strafverfolgung und der Strafvollstreckung, wie es im geltenden Recht in d. §§ 66–72 Reichsstrafgesetzbuch geregelt ist, beibehalten werden? erschien 1935. Während seines Studiums wurde er 1927 Mitglied der Bonner Burschenschaft Frankonia.
Bereits 1933 war Hasselberg der SA beigetreten, er wechselte dann von der SA zur SS (SS-Nummer 272.286). Zum 1. Mai 1933 trat er der NSDAP bei (Mitgliedsnummer 2.837.238). In der SS stieg er 1938 bis zum SS-Sturmbannführer auf. Er trat 1935 in den Dienst des Geheimen Staatspolizeiamt in Berlin ein. Ab Oktober 1936 leitete er die Stapostelle Schneidemühl und löste hier  den SS-Oberscharführer Karl Bertram ab. Danach wechselte Hasselberg 1938 zur Stapoleitstelle Dortmund. Hier war er zugleich als Inspekteur der Sicherheitspolizei und des Sicherheitsdienstes (IDS) bis 1939 tätig.
Nach Ausbruch des Zweiten Weltkriegs leitete Hasselberg ab Ende September 1939 im deutsch besetzten Polen das Einsatzkommando 3 der Einsatzgruppe I, das tausende Menschen in Polen ermordete. Ab November 1939 war er kurzzeitig Kommandeur der Sicherheitspolizei und des SD (KdS) in Lublin.
Im Dezember 1939 wurde Hasselberg nach Berlin zurückbeordert. Er hatte gegenüber seinen Untergebenen Launen und Allüren entwickelt. Reinhard Heydrich, damals Chef der Sicherheitspolizei, forderte vom Reichssicherheitshauptamt festzustellen, ob einer von Hasselbergs Vorfahren an einer Geisteskrankheit gelitten habe.